# UN Watch
UN Watch là một tổ chức phi chính phủ được thành lập vào năm 1993, đặt trụ sở tại Geneva, nhiệm vụ tự nêu ra là để giám sát hoạt động, và các biểu quyết của Liên Hợp Quốc với thước đo là tiêu chuẩn được ghi trong Hiến chương của Liên Hợp Quốc. Nó có vai trò cố vấn đặc biệt cho Hội đồng kinh tế và xã hội và cơ quan thông tin của Liên Hợp Quốc (United Nations Economic and Social Council) và (UN Department of Public Information). UN Watch có liên kết chặt chẽ với Ủy ban Người Hoa kỳ Gốc Do thái (American Jewish Committee).. Hiện thời chủ tịch của UN Watch là cựu đại sứ và đại diện đặc biệt của Hoa Kỳ tại Âu châu Alfred H. Moses, cũng là chủ tịch danh dự của Ủy ban Người Hoa kỳ Gốc Do thái. Giám đốc điều hành là ông Hillel Neuer.